# Безобразов, Николай Алексеевич
Никола́й Алексе́евич Безобра́зов (1770, Патакино, Александровский уезд, Владимирская губерния — 1833) — русский военачальник. Генерал-лейтенант, георгиевский кавалер. Участник Русско-шведской войны и Наполеоновских войн. Начальник 1-й Гусарской дивизии.

## Биография
Родился в 1770 году в родовом имении Патакино. Из дворян. Отец — отставной подполковник Алексей Григорьевич Безобразов (1730—1803). Мать — Марья Яковлевна Засецкая (1739—1817).
В семилетнем возрасте записан в лейб-гвардии Семёновский полк рядовым. В том же году произведён в сержанты. Участвовал в Русско-шведской войне (1788—1790), в ходе которой был произведен в прапорщики, а затем и в подпоручики. За храброе командование канонерской лодкой и пленение нескольких судов противника в первом Роченсальмском сражении был пожалован орденом Святого Георгия IV степени. После войны повышен до поручика.
В 1796 году переведен из гвардии в армейскую пехоту с производством в чин подполковника. Тогда же принял участие в Персидском походе. Спустя 2 года повышен до полковника, а в 1799 назначен командиром Астраханского драгунского полка.
3 [15] мая 1800 произведён в генерал-майоры с назначением в шефы Московского драгунского полка. В составе формирования участвовал в главных сражениях Войны четвёртой коалиции. В 1807 году вышел в отставку по болезни.
В октябре 1812 года вернулся в действующую армию с зачислением в кавалерийский резерв. Назначен командиром Пензенского казачьего полка народного ополчения. С вверенным ему формированием участвовал в сражениях Войны шестой коалиции. За отличие в Битве народов пожалован орденом Святого Владимира II степени. Также был пожалован орденом Святой Анны I степени и золотой шпагой, инкрустированной бриллиантами. В 1814 году вместе с Пензенским полком оставлен в Германии с целью охраны путей сообщения. Через два года назначен на должность командира бригады 2-й Конно-гренадерской дивизии. В 1819 году повышен до командира 1-й Гусарской дивизии, а в 1824 году произведён в генерал-лейтенанты.
Скончался в 1833 году.

## Семья
Первым браком женился на дочери польского генерала Юлии Александровне Конопке (Конопко), которую вывел в высший свет. В 1810 году Конопко ушла от Безобразова к Дмитрию Татищеву. В браке родилась дочь:
- Елена Николаевна (1800—1891) — в первом браке графиня Апраксина, во втором — графиня Эстергази де Галанта

От второго брака имел двоих детей:
- Елизавета Николаевна (1818—1876) — замужем за генерал-лейтенантом П. Г. Демидовым. Мать Н. П. Лопухина-Демидова.
- Алексей Николаевич